# Aktsent

L' Aktsent (en ukrainien : Акцент), « Accent » en français) est un parti politique ukrainien créé par l'avocate Inna Bohoslovska à partir de 1993. 

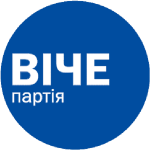
logo de Vitche.

Il existe comme Parti démocratique constitutionnel en 1993 puis Vitche il est Aktsent depuis 2018. Depuis le 17 août 2020 il est dirigé par Iryna Melnyk.

## Dirigeants
- Inna Bohoslovska